# Narciso (atleta)
Narciso (nascido no século II d.C.) foi um atleta romano, provavelmente um lutador, do século II d.C. Ele assassinou o imperador romano Cômodo em 192 d.C.

## Vida e trabalho
Narciso foi empregado como parceiro de luta e treinador pessoal de Cômodo para treiná-lo para suas aparições indulgentes no Coliseu como gladiador.
Em 192 d.C., vários senadores, liderados pelo prefeito pretoriano Quinto Emílio Leto, recrutaram Narciso para assassinar o imperador após uma tentativa anterior fracassada pelos conspiradores.
Em 31 de dezembro de 192, a concubina de Cômodo e conspiradora Márcia envenenou o vinho do imperador. O veneno falhou, então Narciso entrou no quarto de Cômodo. Cômodo estava supostamente em um estupor alcoólico após Márcia tê-lo envenenado e Narciso estrangulou Cômodo em sua banheira ou, segundo Herodiano, em sua cama.

## Morte
Narciso foi executado durante a série de guerras civis após a morte de Cômodo.